# Challenger de Marburgo

El Marburg Open es un torneo profesional de tenis disputado en pistas de polvo de ladrillo.Pertenece al ATP Challenger Series. Se juega desde el año 2010 sobre tierra batida , en Marburgo, Alemania.

## Palmarés

### Individuales
| Año  | Campeón              | Finalista             | Resultado      |
| ---- | -------------------- | --------------------- | -------------- |
| 2018 | Juan Ignacio Lóndero | Hugo Dellien          | 6-2, 6-3       |
| 2017 | Filip Krajinović     | Cedrik-Marcel Stebe   | 6-2, 6-3       |
| 2016 | Jan Šátral           | Marco Trungelliti     | 6-2, 6-4       |
| 2015 | Íñigo Cervantes      | Nils Langer           | 2-6, 7-63, 6-3 |
| 2014 | Horacio Zeballos     | Thiemo de Bakker      | 3-6, 6-3, 6-3  |
| 2013 | Andrey Golubev       | Diego Schwartzman     | 6-1, 6-3       |
| 2012 | Jan Hájek            | Andreas Haider-Maurer | 6-2, 6-2       |
| 2011 | Björn Phau           | Jan Hájek             | 6-4, 2-6, 6-3  |
| 2010 | Simone Vagnozzi      | Ivo Minář             | 2-6, 6-3, 7-5  |

### Dobles
| Año   | Campeones                           | Finalistas                           | Resultado      |
| ----- | ----------------------------------- | ------------------------------------ | -------------- |
| '2018 | Fabricio Neis David Vega Hernández  | Henri Laaksonen Luca Margaroli       | 6-3, 7-6       |
| 2017  | Máximo González Fabrício Neis       | Rameez Junaid Ruan Roelofse          | 6-3, 7-64      |
| 2016  | James Cerretani Philipp Oswald      | Miguel Ángel Reyes-Varela Max Schnur | 6-3, 6-2       |
| 2015  | Wesley Koolhof Matwé Middelkoop     | Tobias Kamke Simon Stadler           | 6-1, 7-5       |
| 2014  | Jaroslav Pospíšil Franko Škugor     | Diego Schwartzman Horacio Zeballos   | 6-4, 6-4       |
| 2013  | Andrey Golubev Evgeny Korolev       | Jesse Huta Galung Jordan Kerr        | 6-3, 1-6, 10-6 |
| 2012  | Mateusz Kowalczyk David Škoch       | Denis Matsukevich Mischa Zverev      | 6-2, 6-1       |
| 2011  | Federico del Bonis Horacio Zeballos | Martin Emmrich Björn Phau            | 7-63, 6-2      |
| 2010  | Matthias Bachinger Denis Gremelmayr | Guillermo Olaso Grega Žemlja         | 6-4, 6-4       |